# Lesklice zelenavá

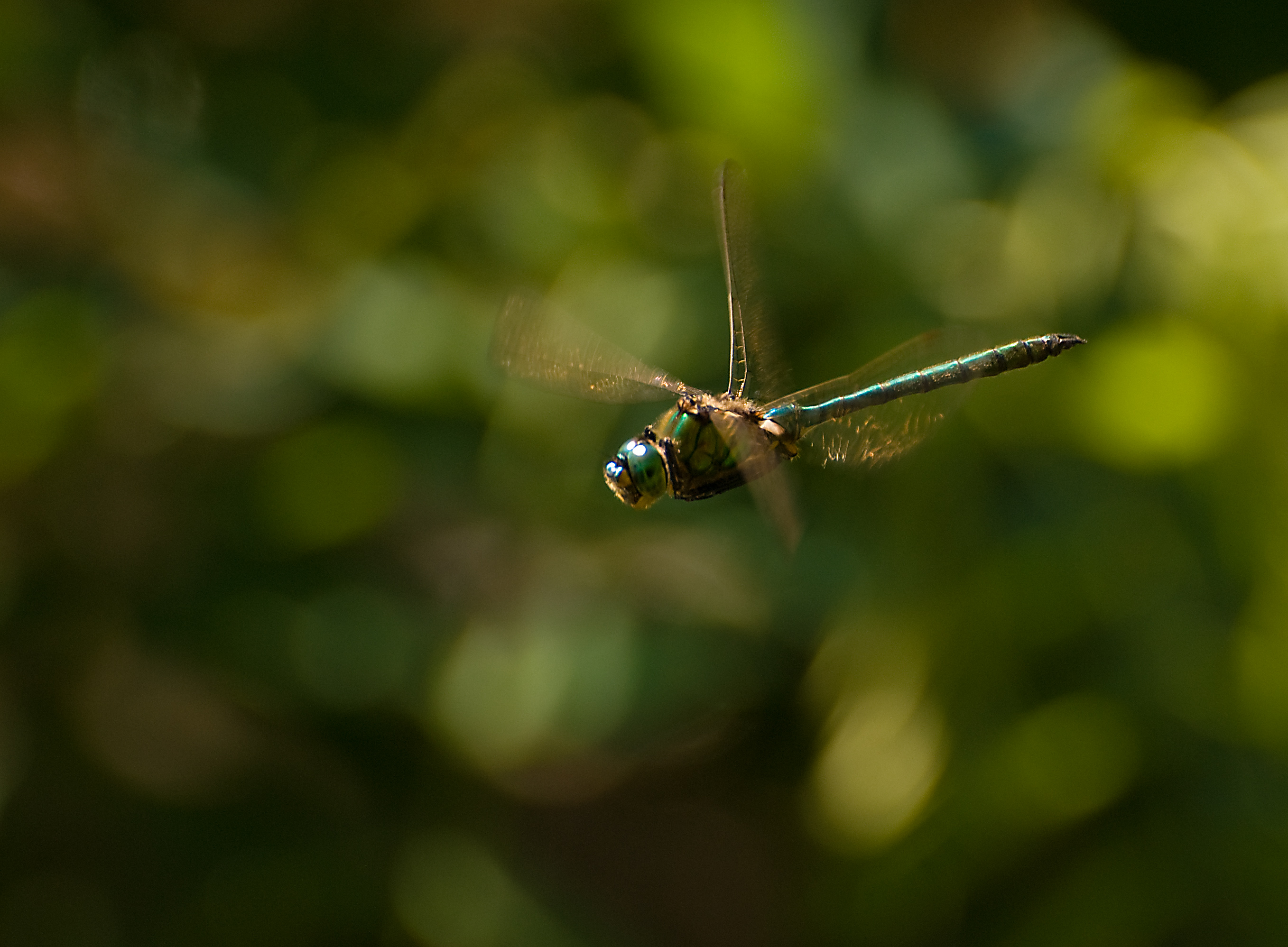
Lesklice zelenavá

Lesklice zelenavá (Somatochlora metallica) je druh vážky z podřádu šídel. Vyskytuje se ve velké části Evropy a v Asii. V celém Česku je to hojný druh.

## Popis
Tělo lesklice má délku 50–60 mm a je zelené s kovovým leskem. Oči se na temeni dotýkají v přímce, jsou zeleně lesklé. Na čele mezi očima má dvě žluté skvrny, které jsou spojeny žlutým proužkem. U základny zadních křídel může mít malé nažloutlé skvrny, mimoto jsou křídla čirá s rozpětím 70–75 mm. Plamka na křídlech je hnědá. Nohy má celé černé. Na boku zadečku nemá žluté skvrny. U samečka je zadeček v prostřední části rozšířen.
Nymfa (larva) je dlouhá až 25 mm. Na hřbetě zadečku má trny a na boku osmého a devátého článku má i krátké boční trny.

## Způsob života
Nymfy (larvy) se líhnou z vajíčka po 4–6 týdnech. Vajíčka nakladená na podzim přezimovávají. Nymfy žijí mezi rostlinami nebo zahrabané do dna. Zde se živí vodním hmyzem. Nymfa se vyvíjí 2–4 roky. Dospělci létají od května do září. Vyskytují se u rybníků, jezer nebo u mírně tekoucích vod. Často zaletují daleko od vody, pak je lze potkat na lesních cestách nebo mýtinách. Samičky snáší vajíčka ze břehu nebo vodních rostlin pod hladinu.